# Miguel Reina
Miguel Reina Santos (* 21. Januar 1946 in Córdoba) ist ein ehemaliger spanischer Fußballspieler.
Während seiner Karriere spielte er für Córdoba CF, FC Barcelona, Atlético Madrid und die Spanische Fußballnationalmannschaft, mit dieser nahm er auch an der Fußball-Weltmeisterschaft 1966 in England teil. Er spielte in der Position des Torhüters und wurde in dieser Tradition von seinem Sohn Pepe Reina beerbt.
1974 kam Reina ins Finale des Europapokals der Landesmeister mit Atlético Madrid. Sie trafen dort auf den FC Bayern München im Finale im Heysel-Stadion in Brüssel. Nach 90 Minuten war das Spiel ausgeglichen beim Spielstand von 0:0. In der 114. Minute erzielte Luis Aragonés für Atlético ein Tor, aber Georg Schwarzenbeck glich das Spiel durch einen Weitschuss aus, so dass es zu einem Entscheidungsspiel kam, welches Atlético 4:0 verlor.

## Erfolge
- Trofeo Zamora: 1973, 1977
- Spanische Meisterschaft: 1977
- Spanischer Pokal: 1968, 1971, 1979
- Weltpokal: 1974
- Einzug ins Finale des Europapokals der Landesmeister: 1974
- Teilnahme an der WM 1966 (kein Einsatz)